# 巴尔尼姆县
巴尔尼姆县（德語：Landkreis Barnim）是德国勃兰登堡州的一个县，首府埃伯斯瓦尔德 。它以埃伯斯瓦尔德冰河谷和柏林冰河谷之间的更新世山脊巴尔尼姆高原的名字命名。

## 地理情况
巴尔尼姆县的北面是乌克马克县，西面与上哈弗尔县为邻，南面是柏林州和梅尔基施-奥得兰县，东面与波兰的西波美拉尼亚省相毗邻。
该县的南部是巴尔尼姆高原，县城及其周边地区是埃伯斯瓦尔德冰河谷。乌克马克的丘陵景观位于该县北部，绍夫海德森林景观在西北部。在最东端的一小部分地区属于下奥得河谷。
森林占该县总面积的46.3％，水域占5％左右。

## 历史
巴尔尼姆县形成于1993年12月5日，在1993年勃兰登堡州县级区划调整中由当时的埃伯斯瓦尔德县（不包括博尔肯多夫镇（Bölkendorf））和贝尔瑙县以及以前巴特弗赖恩瓦尔德县下辖的霍恩萨滕区和蒂芬塞镇组成。
2009年1月1日，霍恩萨滕被划归为梅尔基施-奥得兰县巴特弗赖恩瓦尔德市的一部分。

## 人口变化情况[2]
| 年份 | 居民人口 |
| ---- | -------- |
| 1993 | 149.143  |
| 1994 | 150.060  |
| 1995 | 151.783  |
| 1996 | 154.698  |
| 1997 | 159.689  |
| 1998 | 163.937  |
| 1999 | 167.914  |
| 2000 | 170.288  |

| 年份 | 居民人口 |
| ---- | -------- |
| 2001 | 171.490  |
| 2002 | 172.382  |
| 2003 | 173.951  |
| 2004 | 175.861  |
| 2005 | 176.693  |
| 2006 | 177.396  |
| 2007 | 176.821  |
| 2008 | 177.644  |

| 年份 | 居民人口 |
| ---- | -------- |
| 2009 | 176.904  |
| 2010 | 176.848  |
| 2011 | 172.572  |
| 2012 | 173.193  |
| 2014 | 174.981  |
| 2015 | 177.411  |

## 政治

### 县长
- 1993年-2018年：博多·伊尔克（德语：Bodo Ihrke）（德国社民党）
- 2018年至今：丹尼尔·库尔特（德语：Daniel Kurth）（德国社民党）

### 县徽
巴尔尼姆县的纹章于1995年10月17日获得批准。纹章为盾徽，分为四块，对角为银色和红色；上面是一只金色的老鹰，颜色与所在方块的颜色相反，翅膀上有金色的粘茎。

## 经济
巴尔尼姆县的经济由农业，工业与手工业，旅游与服务业，能源产业与医疗保健等几大支柱组成。 在农业方面，截止2005年底共有6668家各种规模的企业。首府埃伯斯瓦尔德是勃兰登堡州15个地区经济增长中心之一，吸引了一些新兴产业来该县发展。